# 澳门特别行政区中级法院第552/2018号案
澳门特别行政区中级法院第552/2018号案是澳门特别行政区中级法院处理的有关《中华人民共和国国籍法》在澳门实施的案件。

## 案情
本案上诉人A於1970年出生在中国内地。1983年至1993年期間，A在澳門連續居住。1984年，A隨父母加入湯加籍。2015年，A向身份證明局申請《居留權證明書》。身份證明局副局長以甲不符合第8/1999號法律《澳門特別行政區永久性居民及居留權法律》第1條第1款(二)項為由，作出不向A發出《居留權證明書》的決定。A向澳門第一審法院行政法院提起司法上訴。
澳門行政法院審理後指出，根據第8/1999號法律第1條第1款(二)項的規定，在澳門特區成立以前或以後在澳門通常居住連續七年以上的中國公民為澳門特區永久性居民。儘管A提交的出生公證書顯示其在中國內地出生，按《中华人民共和国国籍法》第4條的規定，曾原始取得中國國籍，但由於國籍在取得後亦會因各種原因嗣後喪失，故A必須提交可證明其在提出《居留權證明書》申請時仍具備中國國籍的文件以茲佐證。而根據《中華人民共和國國籍法》第9條規定，凡中國公民只要加入或取得外國國籍，即產生自動喪失中國國籍的後果，鑑於A曾取得湯加籍，行政卷宗亦載有A所持的湯加護照為證，在本案應由A承擔舉證責任的情況下，A未能提供顯示其仍具有中國國籍的文件，未能證明其符合取得《居留權證明書》的全部要件，基此，行政法院裁定A提出的上訴理由不成立。
A不服行政法院的決定，向澳門中級法院提起上訴。中級法院合議庭對案件作出審理後完全認同行政法院就有關問題作出的論證及決定，故引用該決定及其依據，裁定上訴理由不成立。

## 相关
全国人大常委会就《中华人民共和国国籍法》分别作出过适用于香港、澳门的解释。除涉澳门解释中添加了有关中葡混血人士选择国籍的条款外，在谢耀汉案中，香港法院裁定人大解释的效果是为豁免香港居民受国籍法第九条的规范，并实质上允许中国籍香港居民持有外国护照。